# Uładzisłau Kawalou
Uładzisłau Uładzimirawicz Kawalou, biał. Уладзіслаў Уладзіміравіч Кавалёў (ur. 6 stycznia 1994 w Mińsku) – białoruski szachista, arcymistrz od 2013 roku.

## Kariera szachowa
Wielokrotny medalista mistrzostw Białorusi juniorów w różnych kategoriach wiekowych, w tym m.in. trzykrotnie złoty w kategorii do 20 lat (2009, 2011, 2012). Reprezentant kraju na mistrzostwach świata i Europy juniorów w różnych kategoriach wiekowych, w tym dwukrotny medalista: srebrny (Herceg Novi 2008 – ME do 14 lat) oraz brązowy (Batumi 2010 – ME do 16 lat).
Normy na tytuł arcymistrza wypełnił w 2013 r., podczas indywidualnych mistrzostw Białorusi w Mińsku, turnieju Moscow-Open 2013 A w Moskwie oraz indywidualnych mistrzostw Europy w Legnicy. Zwycięzca memoriału Ilmara Rauda w Viljandi (2013, wspólnie z Mikaelem Agopovem).
Wielokrotny uczestnik finałów indywidualnych mistrzostw Białorusi, w tym dwukrotny medalista: srebrny (2013) oraz brązowy (2012).
Reprezentant Białorusi w turniejach drużynowych, m.in.: 
- dwukrotnie na olimpiadach szachowych (w latach 2012, 2014)[4],
- na drużynowych mistrzostwach Europy (w roku 2013)[5],
- na olimpiadzie szachowej juniorów do 16 lat (w roku 2010)[6].

Najwyższy ranking w dotychczasowej karierze osiągnął 1 lutego 2019 r., z wynikiem 2703 punktów.